# Écouviez
Écouviez é uma comuna francesa na região administrativa do Grande Leste, no departamento de Meuse. Estende-se por uma área de 4.3 km², e possui 507 habitantes, segundo o censo de 2018, com uma densidade de 120 hab/km².